# نبرد نرماندی
نبرد نرماندی (به انگلیسی: Invasion of Normandy) نام یکی از نبردهای جنگ جهانی دوم است. در این نبرد نیروهای متفقین در ۶ ژوئن ۱۹۴۴ در کرانه ساحل نرماندی پیاده شدند و به آزادسازی فرانسه اشغالی از نیروهای آلمان نازی پرداختند. این نبرد، بزرگ‌ترین عملیات آبی خاکی تاریخ محسوب می‌شود. این نبرد به شکست آلمان نازی در جبهه نرماندی انجامید.

## روزهای قبل از نبرد
پس از پایان کنفرانس تهران بنا شد که ژنرال آیزنهاور به فرماندهی کل نیروهای متفقین که می‌بایستی در نرماندی پیاده شوند منصوب گردد و مارشال مونتگمری انگلیسی به فرماندهی نیروهای زمینی یگانهای تازشگر به کرانه نرماندی با آیزنهاور همکاری نماید. «ژاک پیرن» در کتاب جنگ جهانی دوم می‌نویسد: «دولت آمریکا تا سال ۱۹۴۳ اقلام تجهیزات نظامی به این شرح تولید کرده بود: ۲۳۸۰ کشتی جنگی، ۱۳۰۰۰ کشتی باربری، ۸۶۰۰۰ هواپیمای جنگی و ترابری اما در ۱۹۴۴ که مقرر شد متفقین در کرانه نرماندی فرانسه پیاده شوند، تولیدات جنگی آمریکا از این اندازه نیز گذشت به‌طوری‌که یکصد و شصت هزار هواپیما و یکصد و سی هزار تانک آماده برای نبرد در اختیار داشت. درصورتی که آلمان بیش از چهارهزار هواپیما در اختیار نداشت؛ بنابراین همه چیز آماده بود تا در ۶ ژوئن ۱۹۴۴ نیروهای تازه‌نفس آمریکایی همراه با تجهیزات بسیار زیاد به‌همراه نیروهای انگلیسی و کانادایی در کرانه فرانسه پیاده شوند.»

## آغاز حمله
نیروهای متفقین به رهبری آمریکا و بریتانیا در تاریخ ۶ ژوئن ۱۹۴۴ میلادی برای آزادسازی اروپای اشغالی بزرگ‌ترین عملیات آبی-خاکی جهان را اجرا کردند. در این روز که به روز دی (D-Day) هم مشهور است، قوای دریایی متفقین که از حمایت هوایی نیز برخوردار بودند، تحت فرماندهی ژنرال دوایت آیزنهاور نفرات خود را به ساحل شمالی فرانسه رساندند. پس از رسیدن قوا به سواحل فرانسه، ژنرال آیزنهاور این پیام را فرستاد:
«مردم اروپای غربی! امروز صبح سربازان نیروی اعزامی متفقین در ساحل فرانسه فرود آمدند. اعزام این سربازان بخشی از طرح ملل متحد برای آزادسازی اروپاست که با همکاری متحدین روس ما صورت گرفته است. پیام من به همه شما این است: ساعت آزادسازی شما فرا رسیده است. حتی اگر این حمله از کشور شما آغاز نشده باشد.»

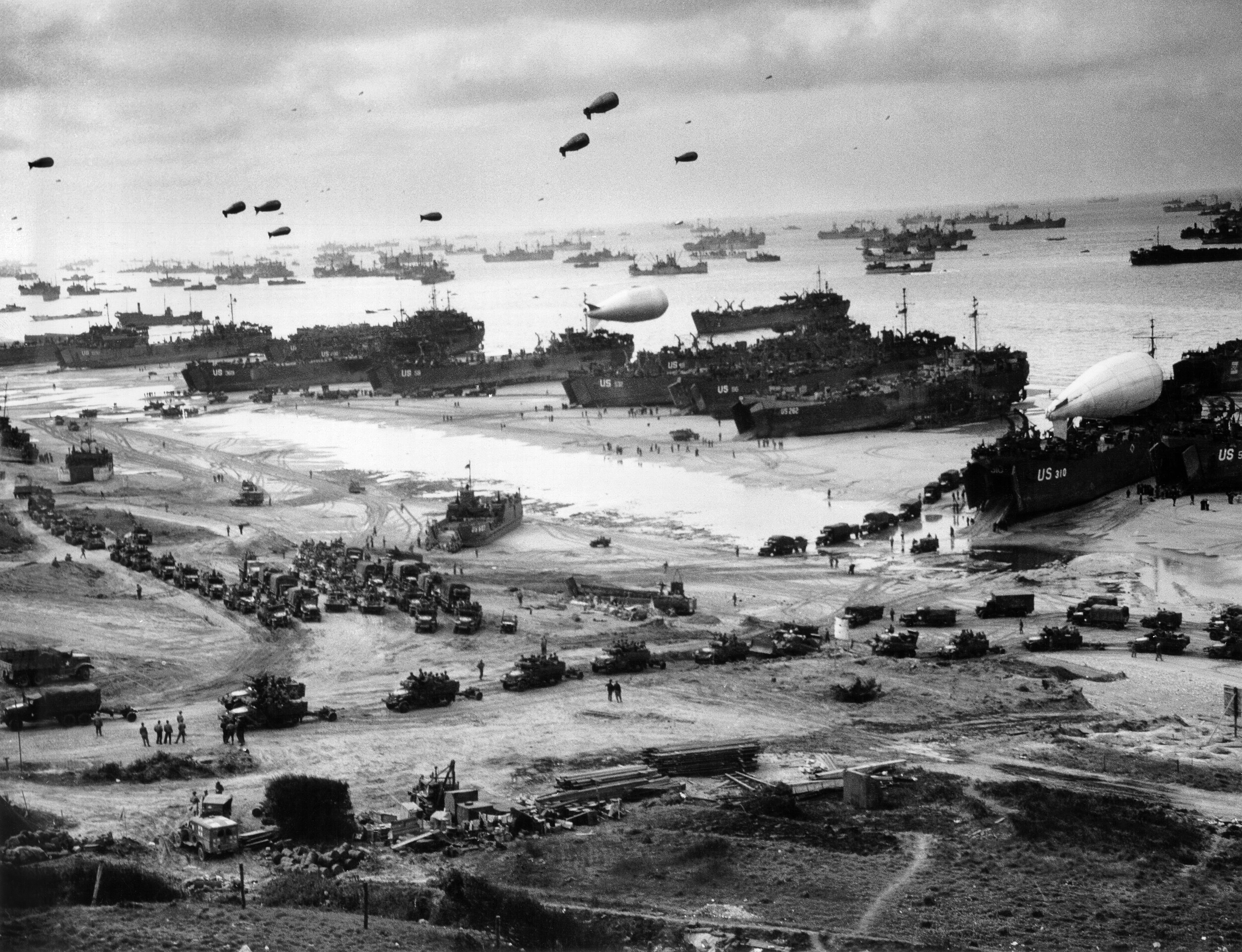
پیاده شدن نیروهای آمریکایی در ساحل اوماها، اواسط ژوئن ۱۹۴۴ در عکس چندین کشتی اقیانوس پیمای مخصوص پیاده کردن تانک در ساحل دیده می‌شوند.

## گسترهٔ عملیات
طرح‌ریزی این حمله سه سال زمان برد و نتیجهٔ آن عملیاتی بود که گسترهٔ آن سابقه نداشت.
ژنرال جولیان تامپسون پیرامون گستردگی این عملیات می‌گوید: «عملیات عظیمی بود. فقط در روز D-Day به تنهایی یکصد و پنجاه و شش هزار سرباز وارد خاک فرانسه شدند. یکصد و سی هزار نفر از طریق دریا و بیست و سه هزار نفر از راه هوا. طبیعی است که برای انتقال این همه سرباز به کشتی و هواپیمای زیادی نیاز است. چیزی حدود شش هزار ناو و هواپیما در عملیات این روز شرکت داشت.» نیروهای بریتانیا و آمریکا در این حمله علیه آلمان نازی تنها نبودند و سربازان کانادایی و نیروهای لهستانی، نروژی، بلژیکی، فرانسوی و چک نیز از آن‌ها حمایت می‌کردند.
در جبههٔ مقابل اما جمع کثیری از افسران ارشد آلمانی در حال انجام تمرینات جنگی بودند و فیلد مارشال اروین رومل که کارآمدترین فرمانده نظامی نازی‌ها بود برای جشن تولد همسرش به آلمان بازگشته بود. همچنین سیستم ارتباطاتی آلمان بخاطر بمباران شدیداً آسیب دیده و مختل شده بود.